# Henriette-Julie Juchereau Duchesnay
Pour les articles homonymes, voir Duchesnay.
Henriette-Julie Juchereau Duchesnay est la fondatrice du couvent de Saint-Hilaire (aujourd'hui connu comme le couvent de la paroisse Saint-Hilaire). Elle est née en 1813 à la seigneurie de son père à Beauport, au Québec, et est décédée en 1873 à Mont-Saint-Hilaire. Mariée à Saint-Ours au major Thomas Edmund Campbell en 1841, elle l'accompagne en Angleterre où ses deux premiers enfants sont nés. De retour au Québec trois années plus tard, elle accomplit ses devoirs de dame au manoir, maintenant appelé manoir Rouville-Campbell, jusqu'en 1872. Sept autres enfants sont nés dont une seule fille qu'elle a éduquée selon les principes catholiques. Ses garçons ont vécu dans la plus pure tradition anglicane, tout comme son mari.

## Biographie

### Premières années
Henriette-Julie Juchereau Duchesnay est née à Beauport au Québec le 19 septembre 1813 et y est baptisée le lendemain à la paroisse catholique La Nativité de Notre-Dame. Elle est la fille de Michel-Louis Juchereau Duchesnay,, officier, et de Charlotte-Hermine-Louise-Catherine de Salaberry. Elle est aussi la petite-fille d'Ignace-Michel-Louis-Antoine d'Irumberry de Salaberry. Elle passe son enfance à la seigneurie de Fossambault, propriété de son père.
En 1841, âgée de vingt-huit ans, elle voit son destin changer au Québec lorsqu'elle rencontre le major Thomas Edmund Campbell, militaire anglais, envoyé au Canada pour mater un soulèvement de rebelles patriotes à Chateauguay en 1838. 

### Mariage
Elle se marie au Manoir de Saint-Ours le vingt-cinq novembre 1841. Le mariage est béni par le recteur de l'église anglicane de William Henry. L'acte de mariage rédigé en anglais est fort instructif:
"Thomas Edmund Campbell, Esquire, Major in her Majesty Seventh Regiment of Hussards Bachelor was married by license, at the Manor House of St-Ours, to Henriette Julie Anne Juchereau Duchesnay, of St-Ours, Spinster, this twenty fifth of November, in the year of our Lords one thousand eight Hundred and forty one:—By me William Henderson Rector of William Henry. Signatures..."
Henriette-Julie n'est pas devenue anglicane pour autant en vertu d'une entente avec son mari qui verraient les fils à naître devenir anglicans tandis que les filles seraient élevées dans la foi catholique. 

### Enfants et vie au manoir Campbell
Après son mariage, elle accompagne son mari à Brighton en Angleterre et c'est là que naissent les premiers enfants: Edmund Alexander Charles en 1843 et Archibald Grey en 1844. Plus tard en 1844, Thomas Edmund Campbell se voit offrir la seigneurie de Rouville incluant le mont Saint-Hilaire, cédée par les derniers seigneurs Hertel de Rouville alors criblés de dettes, et s'empresse de l'acheter. La petite famille déménage donc au Manoir de Rouville au bord de la rivière Richelieu. Les enfants se succèdent : Thomas Juchereau en 1846, Bruce Frederic en 1848, Marie-Hermine-Laura en 1850, la seule fille, Robert Peel William en 1853, Duncan Joseph D'Urban en 1855, Patrick Eire Donald en 1857 et Colin Augustus Monk en 1860. Leurs huit garçons tous anglicans en vertu de l'arrangement prévu lors du mariage ont étudié au Bishop's College School à Lennoxville au Québec.
Henriette-Julie commence à vivre à St-Hilaire vers 1846 avec ses premiers enfants. Son mari fait rénover et agrandir le manoir selon le style Tudor des Inverawes, demeure de son clan natal en Écosse. Henriette, tout en consacrant son temps à l'éducation de ses nombreux enfants, s'occupe de la vie mondaine de la seigneurie. Elle y reçoit de nombreux dignitaires dont celui qui sera le futur Édouard Vll en 1901.
Au décès du major Campbell, la seigneurie est cédée en héritage à leur fils aîné Edmund Alexander Charles qui la vendra à ses frères incluant Colin. Sept des garçons et leur père sont inhumés au mausolée familial dans le cimetière anglican de St. Stephens à Chambly. Bien que le système seigneurial a été aboli en 1854, les Campbell ont géré leur domaine maintenant privé comme s'il y était toujours soumis.

### Projet du couvent

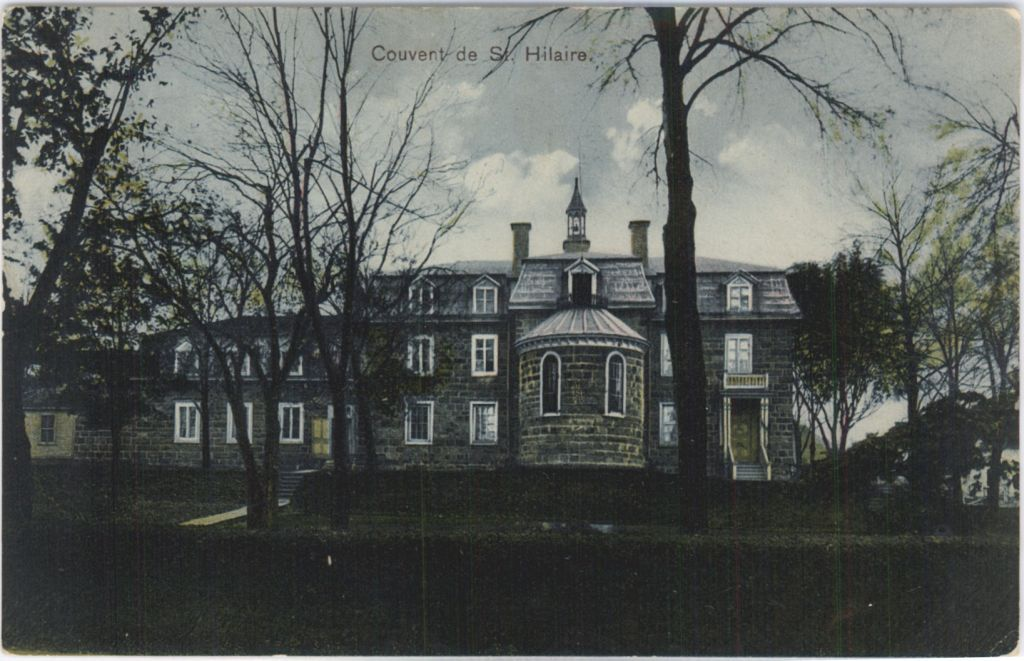
Couvent de Saint-Hilaire

Constatant qu'il y a de la mixité à l'école de St-Hilaire, ce qui n'est pas conseillé par les préceptes de la religion catholique d'alors, Henriette-Julie décide de faire construire un couvent derrière l'église du village de St-Hilaire. Son mari a participé au financement et Henriette use de son influence auprès de Mère Marie-Rose (Eulalie Durocher) qui vient tout juste de fonder la communauté des Sœurs des saints Noms de Jésus et de Marie vouée à l'enseignement des jeunes filles. Au bout de quelques années, elle obtient gain de cause et le couvent est inauguré en 1856. Laura, l'unique fille du couple décède en 1862 à l'âge de douze ans et est enterrée dans la crypte du couvent. La mère, Henriette-Julie, y est aussi enterrée lors de son décès le 17 juin 1873. En mention marginale du registre , l'on a inscrit  "du couvent", laissant penser qu'elle y réside depuis la mort de son mari en 1872. Deux plaques funéraires rédigées en anglais sont apposées au mur de la chapelle.

### Héritage de Henriette-Julie
Elle est très dévouée pour les paroissiens et obtient auprès de son mari le financement pour la rénovation de l'Église Saint-Hilaire de Mont-Saint-Hilaire et la construction d'un banc seigneurial en noyer intégrant les armoiries de la famille du seigneur. Le développement de St-Hilaire s'est accéléré avec la venue de Thomas Edmund Campbell et de Henriette-Julie Juchereau Duchesnay. L'instruction des jeunes filles, la construction de moulins, la vente de terres à des censitaires, l'industrie de la pomme et la venue du chemin de fer sur les terres de la seigneurie en sont quelques exemples. 
Bien que peu présente dans les affaires officielles de la seigneurie Campbell, Henriette a laissé sa trace dans l'histoire de Mont-Saint-Hilaire. L'on se rappellera surtout d'elle comme d'une personne ayant vécu ses croyances jusqu'au bout, conciliant tous ses rôles. Elle a su se faire respecter dans ses choix même douloureux, comme celui que les membres de la famille ne soient pas tous ensevelis au même endroit.